# Oswald Spengler
Oswald Arnold Gottfried Spengler (ur. 29 maja 1880 w Blankenburgu, zm. 8 maja 1936 w Monachium) – niemiecki filozof kultury i historii. W kręgu jego zainteresowań znajdowały się nauki przyrodnicze, matematyka, filozofia, historia, sztuka.

## Życiorys

### Młodość
Oswald Spengler urodził się 29 maja 1880 roku w Blankenburgu u podnóża gór Harz jako najstarszy spośród czworga rodzeństwa. Jego rodzina należała do typowego niemieckiego konserwatywnego drobnomieszczaństwa. Jego ojciec Bernhard, technik górnictwa, wywodzący się z rodziny o długich tradycjach górniczych, pracował jako urzędnik pocztowy. Matka Paulina, z domu Grantzow, była modystką, a jej rodzice tancerzami i baletmistrzami.
Atmosferę domu cechował emocjonalny chłód, a także niewzruszoność na literaturę i politykę. Młody Spengler zwrócił się do książek (poezji, dramatów) i wielkich postaci kultury. Opanował cztery języki: francuski, angielski, włoski i rosyjski. Nigdy nie cieszył się dobrym zdrowiem, przez całe życie nękała go migrena i stany lękowe.
Kiedy Spengler miał dziesięć lat, jego rodzina przeprowadziła się do uniwersyteckiego miasta Halle. Został stałym czytelnikiem biblioteki uniwersyteckiej, zapoznając się z książkami na temat historii, starożytności, nauk ścisłych i biologii. Jako siedemnastolatek napisał sztukę sceniczną o Montezumie, badając spotkanie dwóch obcych kultur.
W liceum klasycznym w wieku dziewiętnastu lat uzyskał wykształcenie, ucząc się greki, łaciny, matematyki i nauk przyrodniczych. Dalej rozwijał swoje zainteresowanie sztuką, w szczególności poezją, dramatem i muzyką. Przeprowadził nawet doświadczenia z kilkoma kreacjami artystycznymi – niektóre z nich zachowały się do dziś.

### Studia
Po śmierci ojca w 1901 roku Spengler jako wolny słuchacz studiował na kilku uniwersytetach (monachijskim, berlińskim i w Halle), wybierając wykłady z rozmaitych dziedzin: historii, filozofii, matematyki, nauk przyrodniczych, literatury, muzyki i sztuk pięknych. Jego studia były nieukierunkowane. W 1903 napisany przez niego doktorat dotyczący Heraklita (Grundgedanke der Heraklitischen Philosophie) został odrzucony z powodu niewystarczających odniesień. Wydarzenie to przekreśliło jego szansę na karierę akademicką, jednak doktorat otrzymał w 1904. W 1905 cierpiał z powodu nagłego załamania nerwowego.
Przez krótki czas pracował jako nauczyciel w Saarbrücken i Düsseldorfie. Od 1908 do 1911 uczył nauk ścisłych, niemieckiej historii i matematyki w liceum (Realgymnasium) w Hamburgu.

### Okres monachijski
W 1911, po śmierci matki, przeprowadził się do Monachium, gdzie mieszkał do końca swego życia. Na co dzień towarzyszyła mu samotność. Utrzymywał się ze skromnego spadku, prywatnego nauczania i pisania co pewien czas artykułów i recenzji w organie Konservative Partei Neue Preussische Kreuzzeitung na temat historii sztuki i kultury. Nie posiadał do tej pory żadnych książek.
Rozpoczął wówczas pracę nad pierwszym tomem Zmierzchu Zachodu skupiającym się wyłącznie na Niemczech, ale ważne dla niego wydarzenia drugiego kryzysu marokańskiego spowodowały rozszerzenie zakresu tego studium. Spenglera zainspirowało także dzieło Otto Seecka: Zmierzch i upadek świata starożytnego.
Zmierzch został ukończony w 1914, ale jego publikację odłożono z powodu I wojny światowej. Podczas wojny Spengler utracił większą część spadku zainwestowanego za granicą, więc żył w prawdziwym ubóstwie.
Gdy w 1917 opublikował Zmierzch, odniósł niebywały sukces. Powszechne upokorzenie postanowieniami traktatu wersalskiego i załamanie koniunktury napędzane przez hiperinflację, wydawały się dowodzić słuszności pesymistycznych wniosków Spenglera (pisząc książkę, sądził on, iż Niemcy wygrają wielką wojnę). Pocieszyło one rozgoryczonych Niemców, ponieważ pozornie usprawiedliwiły ich porażkę jako część większych globalnych procesów. Dzieło zostało dobrze przyjęte także poza granicami Niemiec i przed 1919 zostało przetłumaczone na kilka innych języków. Spengler odrzucił ofertę profesury na Uniwersytecie w Getyndze, mówiąc, że potrzebuje więcej czasu na poświęcenie się pisarstwu.
Książka była powszechnie omawiana, również przez tych, którzy jej nie czytali (albo jej nie rozumieli). Historycy poczuli się urażeni przez amatorski wysiłek autora nieprzyuczonego do zawodu i jego apologetycznym nie-naukowym podejściem. Tomasz Mann porównał lekturę Spenglera do czytania po raz pierwszy Arthura Schopenhauera. Nauczyciele akademiccy nie byli jednak jednomyślni w ocenie jego książki. Max Weber przedstawił Spenglera jak „bardzo pomysłowego i wyuczonego dyletanta”. Karl Popper przedstawił dzieło jako bezcelowe. Niejasność, intuicjonizm i mistycyzm były łatwymi celami, specjalnie dla pozytywistów i neokantystów, którzy nie doszukiwali się żadnego sensu w historii. Ludwig Wittgenstein, podzielał kulturowy pesymizm Spenglera. Zmierzch stał się jednym z filarów teorii cyklu społecznego. Feliks Koneczny zwrócił uwagę na to, że Spengler terminy „kultura” i „cywilizacja” używa do oznaczania różnych faz tego samego procesu. Dopóki rozwija się i kwitnie, jest kulturą, gdy przestaje być twórczą i wyczerpuje się, staje się cywilizacją. Zaliczył jego teorię do stanowiska biologicznego wobec historii, przyjmującego, że ludy, państwa i cywilizacje mają swoją młodość, wiek dojrzały i starość na podobieństwo życia pojedynczego człowieka. Dlatego kultury i cywilizacje wykazują według Spenglera podobne stadia rozwojowe, zaś kultura faustowska (pruska) przemienia się w pierwszej połowie XX wieku w cywilizację i tworzy się w niej imperializm.
W drugim tomie, opublikowanym w 1920 roku, Spengler dowodził, że niemiecki socjalizm różni się od marksizmu, będąc bliższym tradycyjnemu niemieckiemu konserwatyzmowi. W 1924 roku, po społeczno-gospodarczym wstrząsie i inflacji, wieszcząc odejście od „ruletki powszechnych wyborów i wolnej prasy” oraz koniec demokracji, Spengler zajął się polityką w celu wyniesienia generała Hansa von Seeckta do roli przywódcy państwa. Cały wysiłek zawiódł, a Spengler okazał się nieudolnym w praktycznej polityce. W 1931 wydał Człowieka i technikę, w której ujawnił swój sceptycyzm wobec nadmiernego rozwoju techniki w życiu człowieka. Samą zaś ludzkość podzielił na dwa typy: słabych roślinożerców oraz silnych drapieżników, pod wpływem nauk Friedricha Nietzschego wyraźnie faworyzując mentalność drapieżnika. Ukazywał przy tym wrogość wobec liberalizmu gospodarczego, który rzekomo miał odebrać człowiekowi wolność oraz wobec intelektualistów, których uznawał za żyjących „w swoim świecie prawd”. W Człowieku i technice zawarty jest również lęk przed zagrożeniem ze strony ras „kolorowych”, które miałyby wyprzedzić w rozwoju kulturę zachodnioeuropejską (a w szczególności nordycką).
Pomimo oddania głosu na Adolfa Hitlera w 1932, Spengler uważał Führera za zbyt pospolitego. Poznał go w 1933, ale ten – mimo długiej dyskusji – nie zrobił na nim wrażenia. Publicznie pokłócił się z Alfredem Rosenbergiem, a uwagi na temat Führera i pesymizm doprowadziły do publicznej izolacji. Chociaż jego poglądy polityczne były w niektórych punktach zbieżne z nazizmem, pozostał wobec niego zdystansowany. W 1933 Spengler został członkiem Akademii Niemieckiej, wydał również swoją ostatnią publikację pod tytułem Lata Decyzji.
Ostatnie lata życia spędził w Monachium, słuchając Beethovena, czytając Moliera i Szekspira, kupując tysiące książek, kolekcjonując starożytną broń Turków, Persów i Hindusów. Urządzał sporadyczne wycieczki do Włoch i w góry Harz. Z informacji podanej przez Hansa Franka wynika, że Spengler miał w prywatnym liście do niego prorokować, iż III Rzesza nie przetrwa dziesięciu lat. Umarł na zawał serca 8 maja 1936, na trzy tygodnie przed swymi pięćdziesiątymi szóstymi urodzinami. Został pochowany na cmentarzu Północnym w Monachium.

## Poglądy
Filozoficzne koncepcje Spenglera stanowiły syntezę trzech nurtów niemieckiej filozofii życia. Jej metafizyczną podstawą była wizja jedności kosmosu i uniwersalnego charakteru rządzących życiem praw powstawania, rozwoju i ginięcia, przejawiających się także w dynamice dwóch form bytu: Dasein (istnienie bezwiedne, wegetatywne, roślinne) oraz Wachsein (istnienie rozbudzone, świadome i samoświadome, nacechowane wewnętrznym napięciem, swobodne, zwierzęce i ludzkie).

### Wpływy
W swoich pracach Spengler wspomina o dwóch inspiratorach Johannie Wolfgangu von Goethem oraz Friedrichu Nietzschem. Z kolei autorzy badający prace filozofa odrzucają Goethego jako wzorzec, na którym mógł się opierać Spengler, a dostrzegają jego bliższe związki z Wilhelmem Diltheyem. Natomiast inni wskazują na zbieżność wątków myślowych Spenglera z takimi myślicielami, jak Henri Bergson, Leopold von Ranke, Gottfried Wilhelm Leibniz, Arthur Schopenhauer, Georg Simmel i Leo Frobenius.

### Kultura i cywilizacja
Według historiozoficznej koncepcji Spenglera dzieje powszechne stanowią panoramę ośmiu kultur (babilońskiej, egipskiej, chińskiej, arabskiej, hinduskiej, meksykańskiej, antycznej oraz zachodnioeuropejskiej) będących wyrazem ośmiu rodzajów dusz, między innymi magicznej, apollińskiej (kultura grecko-rzymska), faustycznej (kultura zachodnia). Wszystkie przechodzą stadia młodości, dojrzałości (wyznaczanej równowagą napięć między zjawiskami życia i tworami ludzkiej aktywności) i starczy upadek (znamionowany przez zanik wewnętrznej dynamiki i dominację sztucznych wytworów historii). Tę ostatnią fazę rozwoju przypisywał współczesnej mu kulturze zachodniej. Poglądy te wkrótce stały się symbolem europejskiego katastrofizmu, wyrażały i współtworzyły dekadencką atmosferę Niemiec w okresie poprzedzającym dojście do władzy Hitlera.
W swoich rozważaniach w Zmierzchu Zachodu Spengler skupił się na dwóch pojęciach – kulturze i cywilizacji – oraz relacjach je łączących. Istnieją co najmniej dwa podejścia do słowa „kultura“. Po pierwsze może być ono ujęte jako całość ludzkich dziejów (z wyłączeniem etapu prekulturowego obejmującego okres ludów pierwotnych). W takim rozumieniu pojęcie „cywilizacja” zawiera się w słowie „kultura”. Drugie podejście charakteryzuje się tym, że za cywilizację uznaje się proces przeciwny kulturze.

Analizując dzieje ludzkości, Spengler podzielił je na okres kultury pierwotnej oraz kultury wyższej, choć w swoich rozważaniach skupiał się wyłącznie na kulturach właściwych (die hohen Kulturen), których moment powstania nie do końca jest jasny. Według autora Zmierzchu Zachodu: 
Kultura rodzi się w chwili, gdy jakaś wielka dusza budzi się z praduchowego stanu wiecznie dziecięcej ludzkości, odłączając się jako kształt od bezkształtnego, jako coś ograniczonego i przemijającego od bezgranicznego i trwającego.
Jednakże powstanie każdej z ośmiu kultur Spengler uznawał za przypadek, w którym brak motywów czy celowości. Mimo że nie roztrząsał, jaka siła nadaje kształt kulturze, to przyjmował, że to właśnie ona kształtuje człowieka.

Efektem rozwijającej się kultury stały się miasta, które były jednocześnie oznakami kultur wyższych, a także symbolem ich upadku. 
[...] przede wszystkim właśnie miasto, jego dzieje stanowią żywy obraz historii kultury. Rozwijając się wraz z nią przechodzi ono wszystkie fazy jej rozwoju - od momentu wzrostu rozkwitu, aż po ostateczny upadek i degenerację. 
Wieś stanowiąca podwaliny miast została zaliczona do tworu prekulturowego, który nie uczestniczy w dalszych dziejach ludzkości. Pierwszy plan zajęło miasto ze swym masowym mieszkańcem, którego Spengler nazwał „pasożytem”, gdzie mieszczaństwo (masa, a nie lud) nie wytwarza, lecz czerpie formy z innych stanów, a w ostateczności doprowadza do zamierania kultury. Pojawieniu się człowieka masowego towarzyszy „dusza miasta”, będąca ekspozycją wnętrza „pasożytów”. Jest ona początkiem życia miejskiego. Jednakże, według Spenglera, każdą z wyższych kultur i tak czeka wpisane w akt powstania przeznaczenie upadku, który należy upatrywać, w nie zawsze widocznym, zamieraniu jej wewnętrznej struktury oraz wyczerpaniu środków twórczych. Ostatecznie kulturę stanowi człowiek, który posiada świadomość jej istnienia i ją realizuje, mimo że bezpośrednio nie przyczynia się do jej tworzenia.
W momencie degeneracji kultura staje się cywilizacją. Przejście od kultury do cywilizacji następuje, gdy widoczna jest postępująca urbanizacja, ilościowy przerost społeczeństw, zanik więzi międzyludzkich, etycyzm, intelektualizm, demokracja i jej efekty (dyktatura, imperializm, socjalizm) oraz podział przestrzeni na miasto i - pozostającą w jego cieniu - prowincję.    
Człowiek przekształca się w materialistę, który porzuca sferę życia duchowego na rzecz rozumu i logiki. Według Spenglera jedną z ważniejszych dziedzin, która uległa zmianie wraz z przejściem do fazy cywilizacji, jest technika. Staje się ona niemalże drugą religią dla człowieka faustycznego, który dąży do poznania i kształtowania świata, buntuje się przeciwko przyrodzie i chce zmienić prawa natury za pomocą narzędzi techniki - maszyn i urządzeń.  

## Krytyka
Jakkolwiek poglądy Spenglera po I wojnie światowej pozwoliły mu zdobyć rzeszę zwolenników, jego doktryna filozoficzna była krytykowana na wielu płaszczyznach. Po pierwsze, zarzucano mu dyletantyzm, przedstawianie oczywistości i ogłaszanie ich jako własne proroctwo (Leonard Nelson), „naginanie faktów do swoich założeń i twierdzeń” oraz brak subtelności w ujmowaniu poruszanych przezeń zagadnień (Zygmunt Łempicki). Ernst Cassirer nazywał Zmierzch Zachodu „astrologią historyczną”, a Karl Popper krytykował Spenglera również za prymitywny historycyzm w opisie upadku kultur. Również neokantysta Paul Natorp zauważył, że Spengler uznawał wyłącznie dwie fazy kultury: jej obecność i jej upadek w stan prymitywny, nie dostrzegając samego procesu jej tworzenia. Po drugie, pojawiały się zarzuty, iż niemiecki filozof budował „analogię pomiędzy kulturą i organizmem biologicznym”, na podobnej zasadzie, jak Arnold Joseph Toynbee. Heinrich Rickert zauważył, że poglądy Spenglera odzwierciedlają tendencję ku „przecenianiu biologicznego myślenia”, podczas gdy Martin Buber stwierdzał, że koncepcja człowieka jako „zwierzęcia drapieżnego” upada ze względu na niemożność przypisania zwierzęciom tworzenia historii. Na koniec zarzucano Spenglerowi, iż autorytaryzm oraz biologizm jego pism stanowił inspirację dla wyznawców ideologii nazistowskiej; mimo że wobec samego Hitlera autor Zmierzchu Zachodu zachował dystans, samo przejęcie władzy przez NSDAP przyjmował jako szansę na odrodzenie potęgi Niemiec. Cassirer zauważył, że filozofia zarówno Spenglera, jak i Heideggera zakłada wyrzeczenie się aktywnego udziału w życiu kulturalnym i może być „użyta jako giętki instrument w rękach przywódców politycznych”.

## Prace
- Der metaphysische Grundgedanke der heraklitischen Philosophie, 1904
- Der Untergang des Abendlandes. Umrisse einer Morphologie der Weltgeschichte (Zmierzch Zachodu. Zarys morfologii historii uniwersalnej), tom 1, Wiedeń 1918, tom 2, Monachium 1922
- Preußentum und Sozialismus (Duch pruski i socjalizm), 1919
- Neubau des Deutschen Reiches (Odbudowa Rzeszy Niemieckiej), 1924
- Politische Pflichten der deutschen Jugend, 1924
- Der Staat. Das Problem der Stände, Staat und Geschichte Philosophie der Politik, 1924
- Der Mensch und die Technik. Beitrag zu einer Philosophie des Lebens (Człowiek i technika), Monachium 1931
- Politische Schriften, 1932
- Jahre der Entscheidung (Lata rozstrzygnięć), 1933
- Reden und Aufsätze von Oswald Spengler München 1937.

## Tłumaczenia na język polski
- Zmierzch Zachodu. Zarys morfologii historii uniwersalnej (skrót dokonany przez Helmuta Wernera), tł. i przedmowa Józef Marzęcki, Warszawa 2001, Wydawnictwo KR, s. 466, ISBN 83-86989-95-5 (Der Untergang des Abendlandes. Umrisse einer Morphologie der Weltgeschichte, tom 1, Wiedeń 1918, tom 2, Monachium 1922)
- Historia, kultura, polityka (wybór pism), wybor i wstęp Andrzej Kołakowski, tł. Andrzej Kołakowski i Jerzy Łoziński, Warszawa 1990, Państwowy Instytut Wydawniczy, seria Biblioteka Myśli Współczesnej – podseria z kostką (Mensch und die Technik. Breitrag zu einer Philosophie des Lebens 1931).

## Towarzystwo Oswalda Spenglera na rzecz Studiów nad Ludzkością i Historią Świata[28]
W 2017 roku David Engels, Max Otte i Michael Thöndl założyli międzynarodowe Towarzystwo Oswalda Spenglera, działające na rzecz zrozumienia zasad leżących u podstaw ewolucji człowieka i historii świata oraz jej perspektyw. W prezydium stowarzyszenia działają David Engels, Max Otte, Alexander Demandt, Gerd Morgenthaler i Robert W. Merry.
Z okazji 100. rocznicy wydania Zmierzchu Zachodu w dniach 17-19 października 2018 r. zorganizowano konferencję naukową, podczas której  przyznano pierwszą publiczną nagrodę „Oswald Spengler Prize” dla Michela Houellebecqa.
W dniach 12-14 listopada 2020 r. odbyła się kolejna konferencja pod nazwą Od Herodota do Spenglera: porównywanie cywilizacji w czasie i przestrzeni, podczas której laureatem kolejnej nagrody imienia Oswalda Spenglera został Walter Scheidel, zajmujący się komparatystyką kulturową.
Towarzystwo wydaje również czasopismo internetowe „Oswald Spengler Journal”, w którym publikowane są artykuły naukowe oraz recenzje omawiające meritum ostatnio wydanych książek poświęconych porównawczemu badaniu kultur i cywilizacji, w tym prehistorii, ewolucji ludzkości jako całości oraz ekstrapolacji dotyczącej możliwej przyszłości człowieka.